# Integrált vízgazdálkodás
Az integrált vízgazdálkodás (Integrated Water Resources Management - IWRM) egy koordinált, célirányos folyamat, amely a folyókon, tavakon, óceánokon a fejlesztési és felhasználási kezdeményezéseket hivatott szabályozni.
A Globális Víz Partnerség szervezet szerint: „az integrált vízgazdálkodás olyan folyamat, amely a víz, a terület és a kapcsolatos készletek összehangolt fejlesztését és gazdálkodását teszi lehetővé, annak érdekében, hogy maximalizálja az egyenjogúság szem előtt tartásával az ebből származó gazdasági és társadalmi jólétet, anélkül, hogy a létfontosságú ökoszisztémák fenntarthatóságát megsértenék.”
Az IWRM egyszerre jelenti a különböző tudományágakból származó tudások alkalmazását valamint az összes érintett bevonását a folyamatokba. Az IWRM célja hatékony, igazságos, fenntartható megoldások kidolgozása és végrehajtása a vízproblémákra.
Az integrált vízgazdálkodás a vízkészletek megfelelő gazdálkodását és fejlesztését biztosító, átfogó, részvételen alapuló tervezési és végrehajtási eszköz, ami biztosítani igyekszik az egyensúlyt a társadalmi és gazdasági szükségletek között valamint az ökoszisztéma védelmét a jövő generáció számára.
Az IWRM alapja a vizet használók kölcsönös egymásra utaltsága. A számos felhasználó - pl. mindennapi szükségletek, mezőgazdaság, ipar, turizmus stb. - koordinált fellépése szükséges a fenntarthatósághoz. Az integrált vízgazdálkodás alkalmazása egy olyan nyitott, rugalmas folyamat, amely biztosítja a vízkészletet érintő szektorok döntéshozóinak kommunikációját és az összes érintett bevonását a vízzel kapcsolatos kihívásokkal összefüggő döntések meghozatalába.
Az integrált vízgazdálkodás keretében megjelentek olyan intézmények, melyek nem a jogi hanem a hidrológiai határokat veszik figyelembe. A legtöbb ilyen intézmény a folyó völgyi szervezet (River Basin Organization - RBO) kategóriába sorolható, néhány pedig a felszín alatti vizeken, tavakon zajló gazdálkodásra specializálódott.

## Fordítás
Ez a szócikk részben vagy egészben  az   Integrated Water Resources Management című angol Wikipédia-szócikk ezen változatának fordításán alapul.  Az eredeti cikk szerkesztőit annak laptörténete sorolja fel. Ez a jelzés csupán a megfogalmazás eredetét és a szerzői jogokat jelzi, nem szolgál a cikkben szereplő információk forrásmegjelöléseként.